# Pierre Gastaud
Pierre Gastaud est un peintre, lithographe et sculpteur français né le 13 avril 1920 à Nice et mort le 27 août 2009 à Saint-Martin-Vésubie (Alpes-Maritimes).

## Biographie
Pierre Gastaud perd son père, chef de chœur à l’Opéra de Nice, en 1929, ce qui l’oblige à travailler très jeune. En 1938, il a déjà exercé de nombreux métiers dont celui de garçon boucher, mais aucun ne l’intéresse réellement. Il se passionne pour une seule chose : le dessin, qu’il pratique tous les jours.
Sa première rencontre marquante est celle du peintre Maurice Mendjizky.
Pierre Gastaud collabore au  journal Le Patriote niçois en réalisant des dessins satiriques sur le monde politique et le monde ouvrier en particulier.
Il rencontre les peintres Charles Malaussena, Philippe Artias, Alfred Angeletti et Pablo Picasso.
En parallèle, avec ses amis peintres, il forme un groupe auquel il est demandé d’organiser une exposition à la bourse du travail ainsi que des débats pour une importante manifestation appelée « France–Ligurie », réunissant des peintres, des poètes et des écrivains français et italiens.
De Nice, Pierre Gastaud déménage à Antibes. Il retrouve ainsi André Verdet, Jacques Prévert, Xavier Longobardi, Ladislas Kijno, Paul Revel, Germaine Richier et parfois Picasso venu à Antibes à la demande de Romuald Dor de la Souchère. Le débat sur la peinture abstraite, informelle anime leurs rencontres. À eux tous, ils créent ce qui pourrait être appelé l'École d’Antibes[réf. nécessaire]. À cette même époque, il rencontre celle qui est sa compagne depuis près de cinquante ans, l'artiste peintre Élisabeth Adams (1924-2012). Les années qui suivent lui font multiplier les rencontres artistiques et intellectuelles comme Albert Féraud, avec qui il travaillera dans un grand atelier à Bagneux, ou Paul Revel dont il organisera l'exposition posthume.
« Je considère l'espace à peindre comme une arène où s'affrontent les éléments les plus contradictoires, formes agressives (couleurs) inharmoniques : "La  Vie". À l'affût, mes quatre yeux disponibles, je parcours le ciel et la terre. »  — Pierre Gastaud[réf. nécessaire]

## Expositions

### Expositions personnelles
- Musée Picasso, Antibes, 1954.

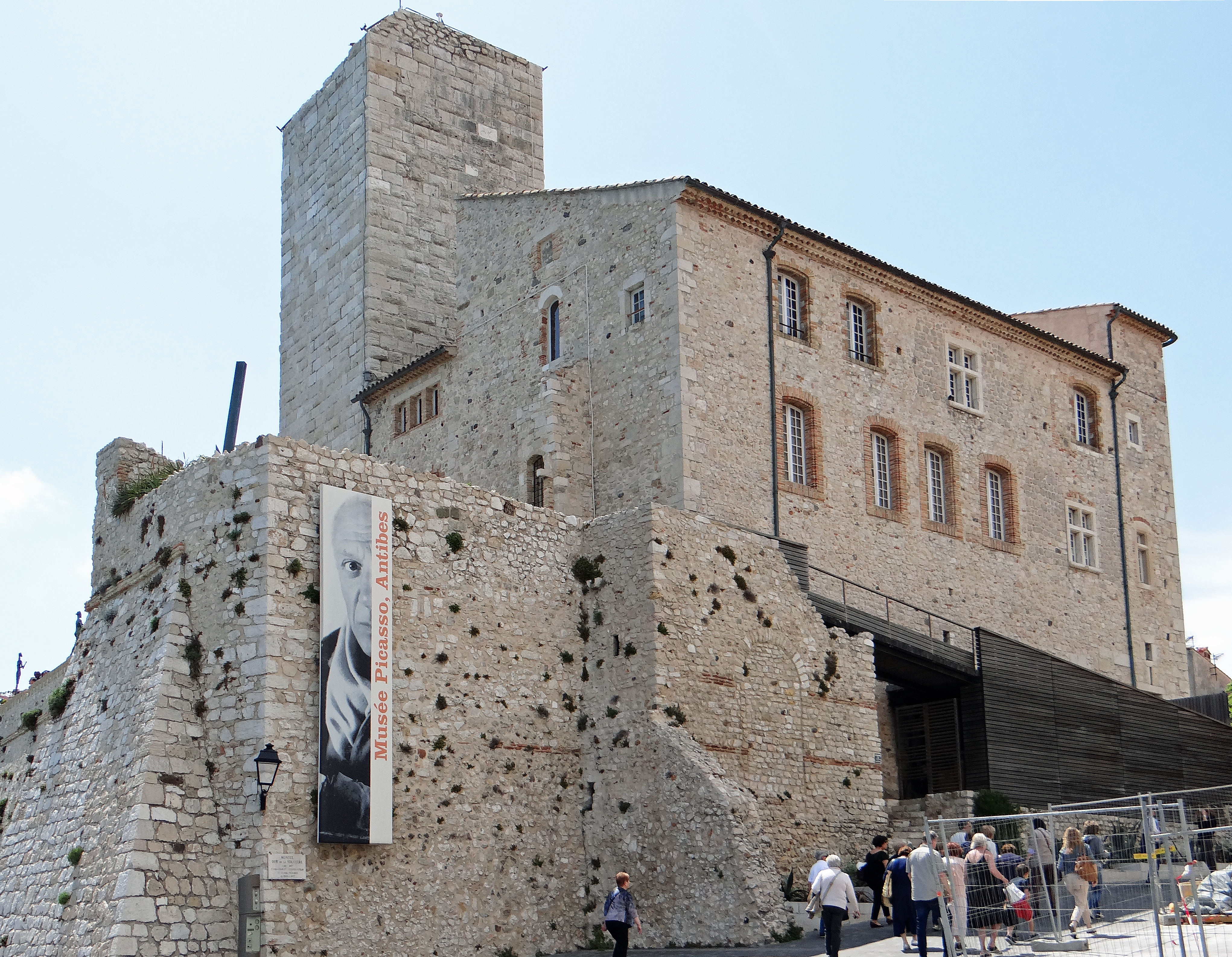
Le musée Picasso à Antibes.

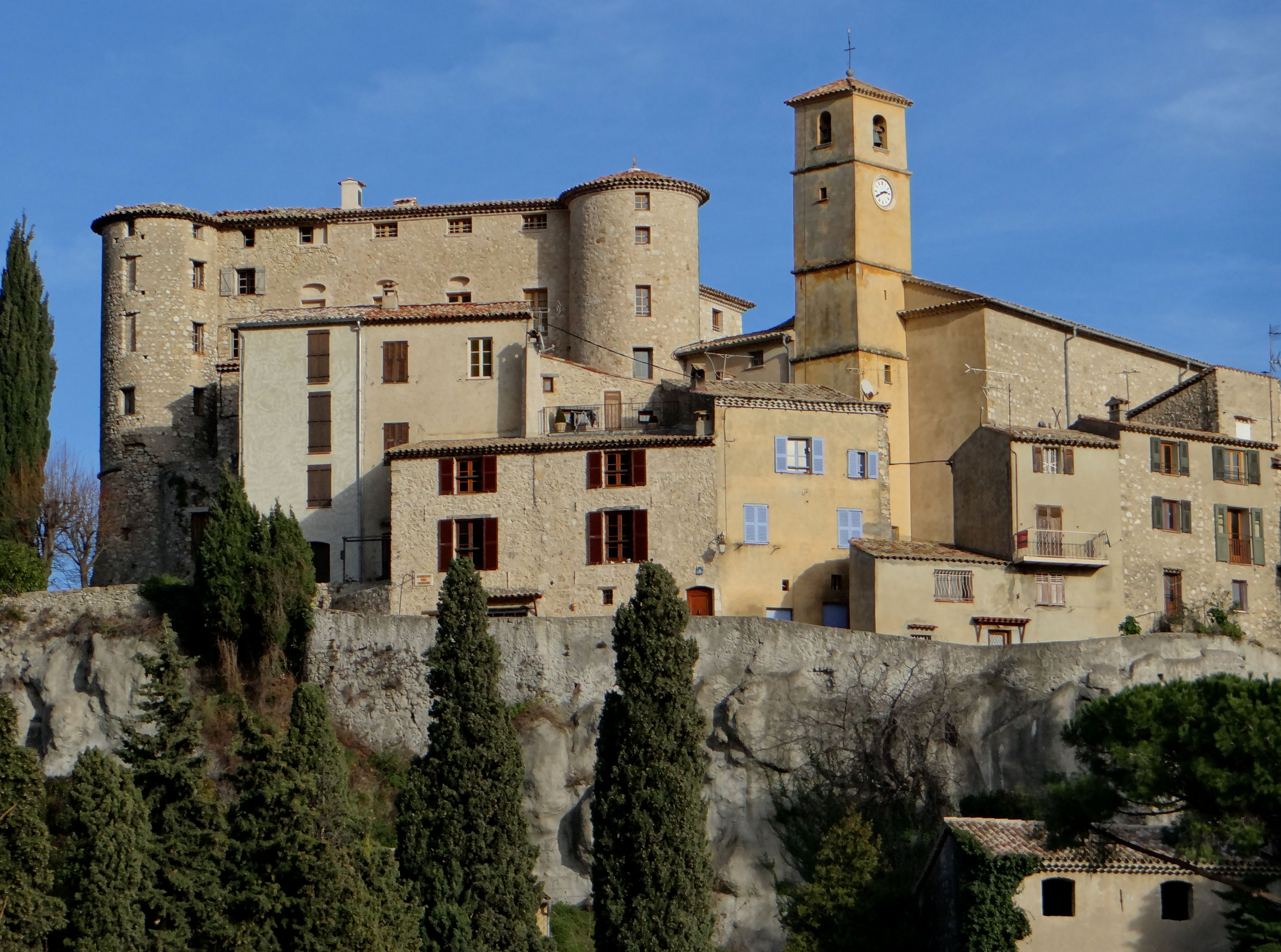
Le château de Carros.

Palais de la Méditerranée, Nice

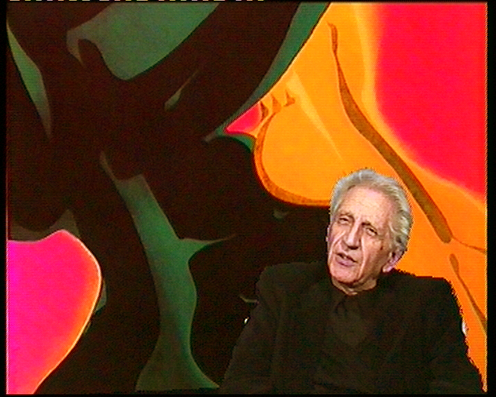
Xavier Longobardi

- Galerie Octobon, Saint-Paul-de-Vence, 1952.
- La Bussola, Milan, 1955.
- Galerie Numaga, La Chaux-de-Fonds, octobre 1959.
- Galerie Jacques Massol, Paris, 1960[3].
- Gastaud - Gouaches, dessins, galerie Pierre Domec, Paris, novembre-décembre 1961.
- Galerie Cavalero, Cannes, 1969, 1976, 1980.
- Maison de la culture de Saint-Étienne, 1976.
- Galerie Arlette Grimary, Paris, 1987.
- Le Ver-Vert, Vichy, 1988.
- Pierre Gastaud - Œuvres sur papier, 1960-1990, galerie Laurent Teillet, Paris, 1990.
- Galerie Horizon, Marseille, 1990, 2003.
- Maison des arts et des loisirs de Sochaux, 1992.
- Pierre Gastaud - Aquarelles, galerie Bénézit, Paris, 1994.
- Pierre Gastaud - Rétrospective, château de Carros, (Centre international d'art contemporain de Carros), 2003.
- North House Gallery, Manningtree, mars-avril 2004[4].
- Citadelle Saint-Elme, Villefranche-sur-Mer, 2006.
- Chapelle des pénitents blancs d'Aspremont (Alpes-Maritimes), 2009.

### Expositions collectives
- Biennale de Menton, 1951.
- Jacques Busse, Jean Clerté, Jean Cortot, Pierre Dmitrienko, Charles Dufresne, Pierre Gastaud, Jacques Germain, , Key Sato, galerie Jacques Massol, avril 1958[5].
- Dix ans de jeune peinture méditerranéenne, Palais de la Méditerranée, Nice, mars-avril 1960.
- Aspects de l'art contemporain - Pierre Alechinsky, Frédéric Benrath, Gianni Bertini, Corneille, Pierre Fichet, Pierre Gastaud, Hans Hartung, René Laubiès, Bernard Rancillac, Michel Tyszblat, Université de Caen, 1960.
- Salon de Mai, Paris (dont 1962 : sélection pour exposition au Japon).
- Petits formats - Jean Bertholle, Pierre Gastaud, Charles Lapicque, Robert Lapoujade, Jean Le Moal, Édouard Pignon, Mario Prassinos, Robert Wogensky, galerie Pierre Domec, 1962.
- De la rive droite à la rive gauche : Mogens Andersen (en), Martin Barre, Peter Brüning, Jacques Busse, Jean Clerté, Jean Cortot, Pierre Dmitrienko, Joe Downing, Luis Feito (es), Pierre Fichet, Pierre Gastaud, Jacques Germain, James Guitet, François Jousselin, John-Franklin Koenig, Joseph Lacasse, Pierre-César Lagage, Pierre Lahaut, Key Sato, Léon Zack, musée de Verviers, 1962.
- Expressions nouvelles - Pierre Faniest, Pierre Gastaud, Ladislas Kijno, Jean Leppien, Suzanne Vigné, centre culturel d'Antibes, 1962.
- Exposition organisée à l'occasion des États généraux du désarmement, Cercle Volney, Paris, mai 1963.
- Les peintres et la révolution du mouvement - Abdallah Benanteur, Frédéric Benrath, Jean Degottex, Pierre Gastaud, Ladislas Kijno, René Laubiès, James Pichette, Paul Revel, Maison des jeunes et de la culture Paris Mercœur, juin 1965.
- Triennale de Venise, 1968.
- Structurations - Pierre Gastaud, Xavier Longobardi, musée d'art moderne de la ville de Paris, avril-mai 1968[6].
- Salon des réalités nouvelles, Paris, 1969.
- Sculptures en montagne sur un poème de Jean-Pierre Lemesle - Joan Gardy Artigas, Alexander Calder, Agustín Cárdenas, Albert Féraud, Pierre Gastaud, Michel Guino, Ladislas Kijno, Charles Semser..., Plateau d'Assy, Passy (Haute-Savoie), 1973[7],[8].
- Cent peintres de l'École de Paris, 1945-1075, maison de l'Unesco, Paris, 1996.
- Par delà les frontières du regard - Quarante artistes choisis autour de la donation André Verdet au château de Carros : Arman, César, James Coignard, Bernard Damiano, Pierre Faniest, Franta, Pierre Gastaud, Henri Goetz, Hans Hartung, Paul Jenkins, Yves Klein, Pablo Picasso, Anton Prinner, Théo Tobiasse, Raoul Ubac, Javier Vilató, Jean Villeri, Centre international d'art contemporain de Carros, 2011[9].

## Réception critique
- « Des formes bien assises dans un lyrisme raisonné » - Gérard Xuriguera[10]
- « Autodidacte, il n'expose qu'à partir de 1950 et ne se consacre entièrement à la peinture qu'après 1951. Il pratique alors une sorte de paysagisme abstrait aux tons parfois violents. » - Gérald Schurr[11]

## Collections publiques

### France

#### Collections publiques
- Antibes, musée Picasso[12].
- Carros, Centre international d'art contemporain.
- Paris, Conseil constitutionnel, Le bleu de l'arabesque contre-attaque, huile sur toile 130x195cm, 1975 (dépôt du Centre national des arts plastiques)[13].

#### Fresques
- Vitry-sur-Seine :

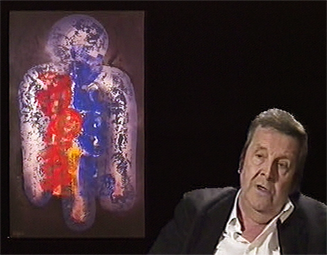
Ladislas Kijno

  - immeubles H.L.M. : Pierre Gastaud et Ladislas Kijno, Poème de Jean-Pierre Lemesle, installées en 1976, en collaboration avec Ladislas Kijno, peintures sur panneaux métal provenant de l'exposition du plateau d'Assy de 1973[14].
  - 2-5, avenue de l'Abbé-Roger-Derry : Sans titre, 1995, peinture polyuréthane[15].

#### Sculptures en espace public
- Aulnay-sous-Bois : structure d'acier polychrome[16].
- Saint-Étienne-du-Rouvray : relief en acier peint[16].

### Autres pays
- Algérie, musée national des beaux-arts d'Alger.
- Islande, musée d'Art de Reykjavik.
- Italie, galerie civique d'art moderne et contemporain de Turin.
- Suisse, musée cantonal des beaux-arts de Lausanne.

## Collections privées
- Ancienne collection Max Dana, président de l'association L'œil neuf[17].
- André Verdet[9].

## Prix, distinctions et hommages
- Prix de la Jeune Peinture de Nice, 1950[18].
- Prix de la Biennale de Menton, 1951[18].
- Une voie de la ville d'Antibes porte le nom de chemin Pierre Gastaud.